# Pierre Molinier
Pierre Molinier (Agen, 13 aprile 1900 – Bordeaux, 3 marzo 1976) è stato un pittore, fotografo e "creatore d'oggetti" francese.

## Biografia
Visse la sua vita a Bordeaux. Iniziò la sua carriera dipingendo paesaggi, ma il suo lavoro ebbe una svolta nell'erotismo feticista.
Molinier iniziò a fare fotografie all'età di 18 anni. Quando la sorella morì nel 1918, si narra che egli abbia fatto sesso col suo cadavere mentre era stato lasciato da solo con esso per fotografarlo. "Anche da morta era bellissima. Ho spruzzato di sperma il suo stomaco e le gambe, e sull'abito da prima comunione che indossava. Si è portata nella morte ciò che di me è più prezioso".
Molinier iniziò la sua produzione erotica intorno al 1950. Con l'aiuto di una vasta gamma di oggetti realizzati appositamente - bambole, varie protesi di arti, tacchi a spillo, dildo ed un'occasionale confidente - Pierre Molinier focalizzò il suo stesso corpo come l'armatura per un modulo costruttivo, che in ultima analisi produsse una gran quantità di lavori fotografici. La maggior parte delle sue fotografie e fotomontaggi sono autoritratti nelle vesti di una donna.
Iniziò una corrispondenza con André Breton e gli inviò le fotografie dei suoi dipinti. Successivamente Breton lo integrò tra i surrealisti e così organizzò un'esibizione delle pitture di Molinier a Parigi, nel gennaio-febbraio del 1956.
Le fotografie enigmatiche di Pierre Molinier hanno influenzato gli artisti della body art americani ed europei sin dagli anni settanta, tra cui Jürgen Klauke, Cindy Sherman e Ron Athey, ed il suo lavoro continua ad impegnare artisti, critici e collezionisti a tutt'oggi.
Negli anni '70, la salute di Molinier iniziò a declinare. Come suo padre prima di lui, Pierre Molinier si suicidò a 76 anni con ferite d'arma da fuoco auto-inflitte.
Così si è espresso il critico d'arte Daniele Radini Tedeschi a proposito di Molinier: "E se in paradiso il bianco colora la nivea bambagia delle nubi, qui regna la seppia, il lutto e la lavagna.
Torbide come una pozza malata, fumose come una bolgia sacrilega, fetide come un lazzaretto d'appestati... ecco come odorano a primo olfatto le sue ripetitive produzioni".

## Documentari
- documentario - Molinier di Raymond Borde (1966)
- documentario - Pierre Molinier, 7 rue des Faussets di Noël Simsolo (1976)